# 圣米歇尔德莫里耶讷
圣米歇尔-德莫里耶讷（法語：Saint-Michel-de-Maurienne，法語發音：[sɛ̃ miʃɛl də mɔʁjɛn]，意为“莫里耶讷的圣米歇尔”）是法国萨瓦省的一个市镇，属于圣让德莫里耶讷区。

## 地理
圣米歇尔-德莫里耶讷（45°13'6"N, 6°28'25"E）面积36.31 平方千米，位于法国奥弗涅-罗讷-阿尔卑斯大区萨瓦省，该省份为法国东部省份，历史上为薩伏依的一部分，北起上萨瓦省，西接伊泽尔省和安省，南部和东部与上阿尔卑斯省和意大利接壤。
与圣米歇尔-德莫里耶讷接壤的市镇（或旧市镇、城区）包括：奥雷勒、莱贝尔维尔、瓦尔梅尼耶。
圣米歇尔-德莫里耶讷的时区为UTC+01:00、UTC+02:00（夏令时）。

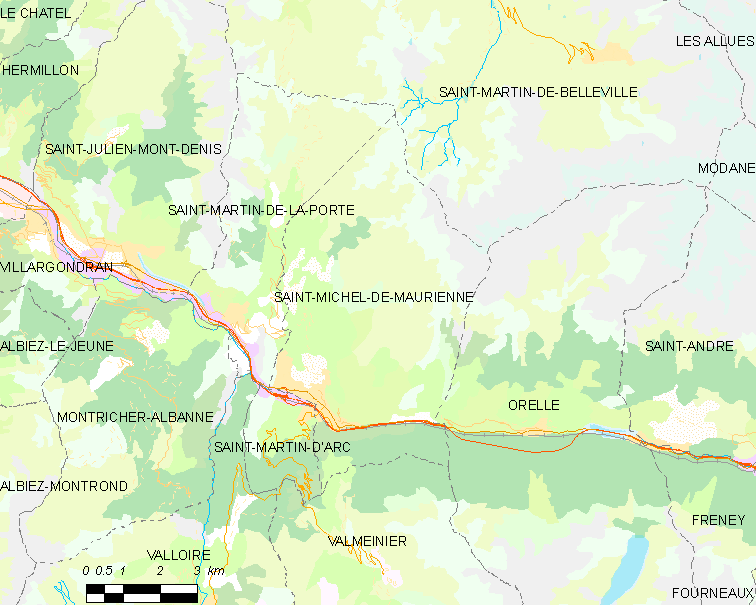
圣米歇尔-德莫里耶讷的OSM定位图

## 行政
圣米歇尔-德莫里耶讷的邮政编码为73140，INSEE市镇编码为73261。

## 政治
圣米歇尔-德莫里耶讷所属的省级选区为莫达讷县。

## 人口

1962-2008年间圣米歇尔-德莫里耶讷人口变化图示

圣米歇尔-德莫里耶讷于2022年1月1日时的人口数量为2432人。